# Ákos Derzsi
Derzsi Ákos (n. 2 noiembrie 1962

) este un senator român, ales în 2016. 